# Classe Gyurza-M
La classe Gyurza-M, anche detta classe Akkerman o Project 58155 secondo la designazione ucraina, è una classe di cannoniere della Marina militare ucraina, entrata in servizio a partire dal 2016; delle venti unità inizialmente progettate per la classe, solo otto sono entrate effettivamente in servizio.
Tra le unità più moderne in servizio con la flotta ucraina, le Gyurza-M sono piccole cannoniere ottimizzate per l'impego in ambienti costieri e fluviali, equipaggiate sia con un armamento di artiglieria che con missili a guida laser. Le unità sono state intensamente impiegate dagli ucraini in missioni di sorveglianza e pattugliamento durante gli scontri della guerra del Donbass con i ribelli separatisti filo-russi; due unità della classe furono inoltre coinvolte, nel novembre 2018, in una scaramuccia con le forze navali russe nelle acque dello stretto di Kerč'.
Dopo l'inizio dell'invasione russa dell'Ucraina del 2022 le Gyurza-M sono state intensamente impegnate in azione: al 2024 quattro unità risultano perdute in azione, tra cui tre catturate dai russi nel porto di Berdjans'k nel febbraio 2022 e rimesse in servizio con la Flotta del Mar Nero e una affondata in combattimento nel porto di Mariupol' nell'aprile-maggio 2022. 

## Il progetto

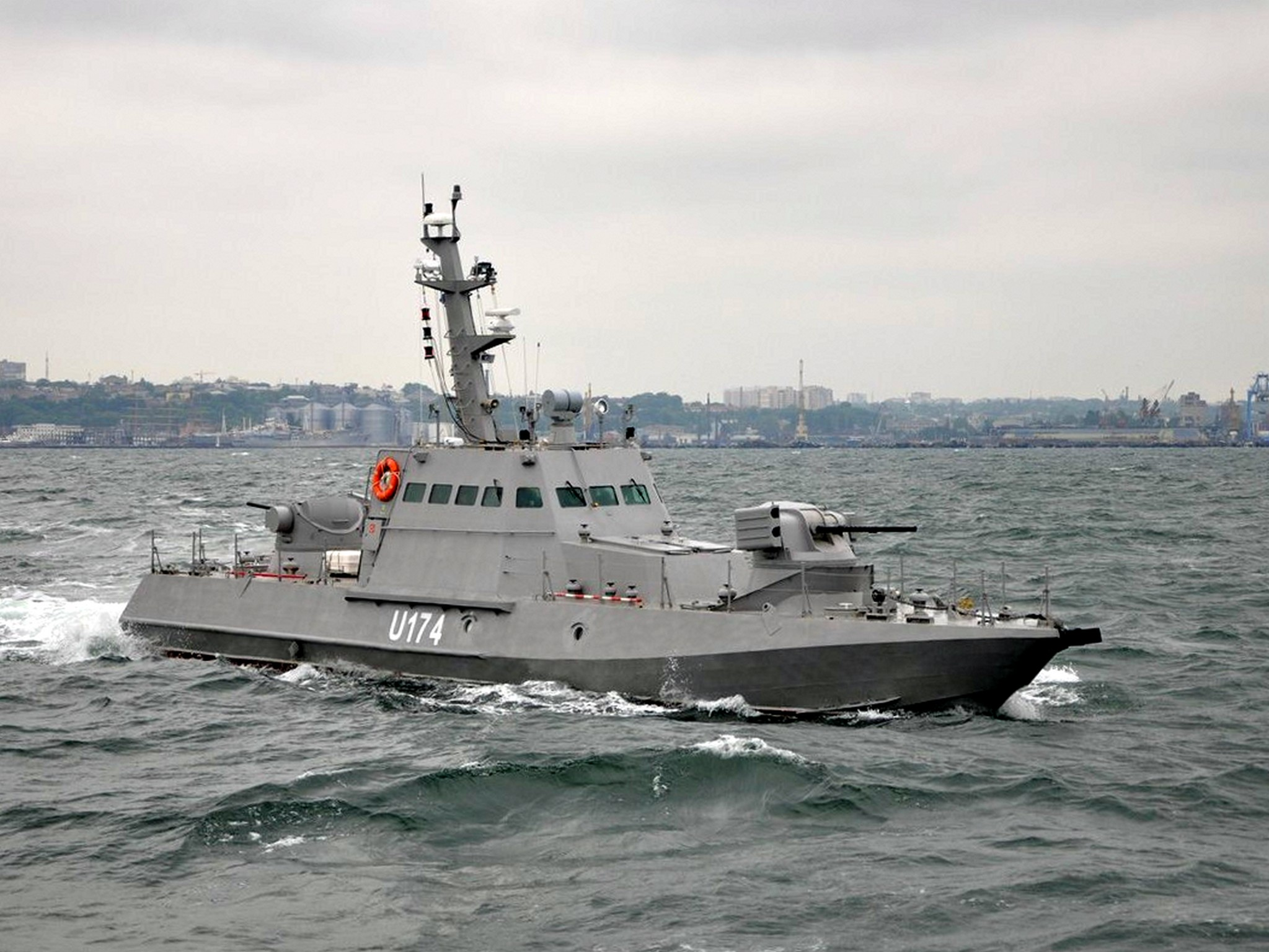
La Akkerman (U174) in navigazione nel 2016

Il progetto delle Gyurza-M ("Project 58155" secondo la designazione ucraina) venne sviluppato dal Centro di ricerca e progettazione della costruzione navale di Mykolaïv (parte del conglomerato statale Ukroboronprom) sviluppando e modernizzando la struttura di base delle precedenti unità classe Gyurza (Project 58150), due piccole cannoniere fluviali costruite in Ucraina per conto delle Forze armate dell'Uzbekistan tra il 2003 e il 2005. Ottimizzate per l'impiego in ambiente costiero e fluviale, le Gyurza-M erano intese come piccole cannoniere per il pattugliamento delle acque territoriali e delle zone isolate, la protezione dei confini marittimi e dei porti, l'assistenza a vascelli in difficoltà, la lotta all'immigrazione illegale e al contrabbando via mare.
Le prime due unità vennero impostate nell'ottobre 2012, ma la costruzione fu poi bloccata per i successivi due anni riprendendo solo nell'ottobre 2014, quando il governo ucraino assegnò il relativo contratto ai cantieri navali della Kuznâ na Ribal's'komu di Kiev; le due unità vennero varate nel novembre 2015 ed entrarono in servizio nel dicembre dell'anno successivo. Nel marzo 2016 il governo ucraino siglò il contratto per un successivo lotto di quattro Gyurza-M, impostate nell'aprile seguente ed entrate infine servizio nel luglio 2018; una settima unità venne immessa in servizio settembre 2020 seguita infine da un'ottava varata nel settembre 2021 ed entrata in servizio nel 2022. Piani per la costruzione di ulteriori lotti di unità, elaborati nel 2020 e riguardanti la realizzazione di un totale di 20 unità della classe, vennero infine bloccati a seguito dell'invasione russa dell'Ucraina del 2022.

## Caratteristiche

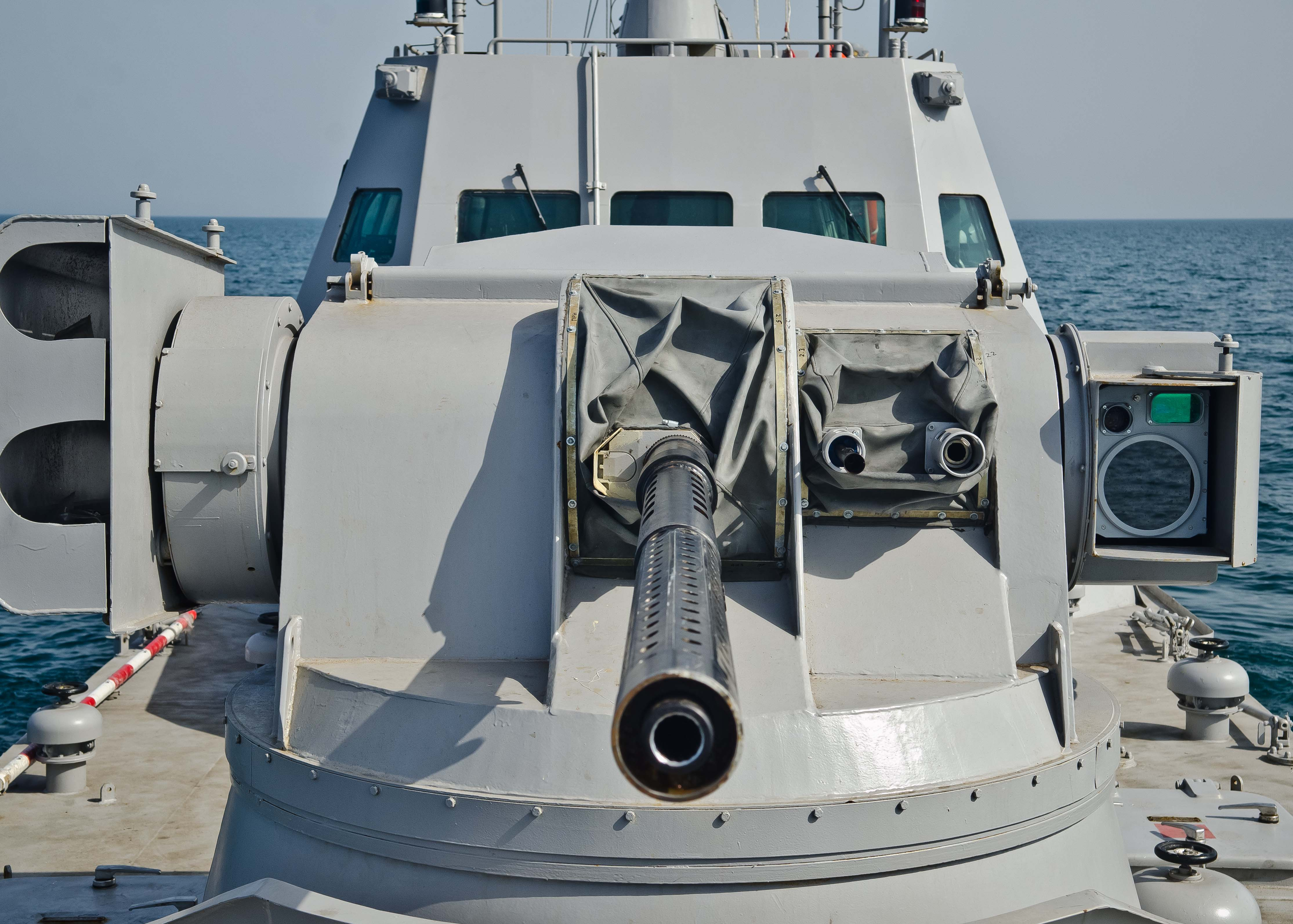
Veduta frontale dell'impianto Katran-M prodiero di un'unità della classe: da sinistra verso destra si riconoscono il lanciatore dei missili Bar'êr, il cannone da 30 mm, la mitragliatrice, il lanciagranate e il sistema di guida dei missili

La Gyurza-M hanno uno scafo dalla lunghezza fuori tutto di 23 metri, largo 4,8 metri e dal pescaggio massimo di un metro; il dislocamento a pieno carico ammonta a 51 o 54 tonnellate. Le sovrastrutture consistono unicamente in una timoneria chiusa collocata a centro nave, sormontata da un albero per i sensori e dotata di finestrature su tre lati. La timoneria, lo scompartimento dei motori e i depositi di munizioni sono realizzati in materiali a prova di proiettile. L'equipaggio ammonta a cinque o sei tra ufficiali e marinai.
La propulsione è garantita da due motori diesel M-401B, per una potenza complessiva di 2 000 hp (1 500 kW). L'impianto può spingere le unità alla velocità massima di 25 nodi, mentre l'autonomia ammonta a circa 700 o 900 miglia alla velocità di crociera di 12 nodi.
L'armamento è costituito da due impianti a controllo remoto BM-5M.01 Katran-M, collocati a prua e poppa della timoneria centrale. Ciascun impianto è armato con un cannone automatico da 30 mm ZTM-1, un lanciagranate da 30 mm e una mitragliatrice da 7,62 mm; ai lati di ciascun impianto e inoltre collocato un lanciatore binato per missili anticarro a guida laser Bar'êr, capaci di ingaggiare bersagli in superficie, a terra nonché elicotteri fino a una distanza di cinque chilometri. Le unità sono inoltre predisposte per imbarcare eventualmente dei missili antiaerei a corta gittata tipo MANPADS.
L'apparato sensori comprende dei radar di navigazione tipo "Delta-M" e "Furuno" collocati sull'albero, e un sistema elettro-ottico tipo "Sarmat" per la direzione del tiro collocato sul ponte.

## Unità
Tutte le unità sono realizzate nei cantieri della Kuznâ na Ribal's'komu di Kiev.
| Nome              | Impostazione | Varo          | Entrata in servizio | Status |
| ----------------- | ------------ | ------------- | ------------------- | --- |
| Akkerman (U174)   | ottobre 2012 | novembre 2015 | dicembre 2016       | catturata dalle forze russe nel febbraio 2022 e rimessa in servizio                                         |
| Berdjans'k (U175) | ottobre 2012 | novembre 2015 | dicembre 2016       | in servizio attivo                                                                                          |
| Nikopol' (U176)   | aprile 2016  | giugno 2017   | luglio 2018         | in servizio attivo                                                                                          |
| Kremenčuk (U177)  | aprile 2016  | giugno 2017   | luglio 2018         | catturata dalle forze russe nel febbraio 2022 e rimessa in servizio                                         |
| Lubni (U178)      | aprile 2016  | giugno 2017   | luglio 2018         | affondata in combattimento a Mariupol' tra l'aprile e il maggio 2022; lo scafo è stato recuperato dai russi |
| Višgorod (U179)   | aprile 2016  | giugno 2017   | luglio 2018         | catturata dalle forze russe nel febbraio 2022 e rimessa in servizio                                         |
| Kostopil' (P180)  | 2018         | 2019          | settembre 2020      | in servizio attivo                                                                                          |
| Buča (P181)       | 2019         | 2020          | 2021                | in servizio attivo                                                                                          |